# Terrapotamon phaibuli
Terrapotamon phaibuli is een krabbensoort uit de familie van de Potamidae. De wetenschappelijke naam van de soort is voor het eerst geldig gepubliceerd in 2010 door Leelawathanagoon, Lheknim & Ng.